# Чек (Баткенская область)
Чек (кирг. Чек) — село в Баткенском районе Баткенской области Кыргызстана. Входит в состав айылного аймака Торт-Гуль.

## География
Село расположено в центральной части области, на расстоянии приблизительно 3 километров (по прямой) к северо-северо-востоку от города Баткена, административного центра области и района. Абсолютная высота — 926 метров над уровнем моря.

## Население
Согласно оценочным данным Национального статистического комитета Кыргызской Республики, численность населения села на начало 2023 года составляла 5092 человека.
| год     | 2009 | 2014 | 2015 | 2020 | 2021 | 2023 |
| ------- | ---- | ---- | ---- | ---- | ---- | ---- |
| человек | 3478 | 4431 | 4651 | 5052 | 5059 | 5092 |